# فيرناندو فوريستيري
فيرناندو فوريستيري (بالإسبانية: Fernando Forestieri)‏ (مواليد 15 يناير 1990 في روساريو - الأرجنتين) لاعب كرة قدم أرجنتيني يلعب حاليا لصالح نادي الدرجة الأولى مالقا الإسباني منذ 2009 في مركز الوسط المهاجم كما يجيد اللعب في مركز المهاجم .

## روابط خارجية
- فيرناندو فوريستيري على موقع قاعدة بيانات كرة القدم.إي يو (الإنجليزية)
- فيرناندو فوريستيري على موقع Soccerbase.com (لاعب) (الإنجليزية)
- فيرناندو فوريستيري على موقع Soccerway.com (الإنجليزية)
- فيرناندو فوريستيري على موقع عالم كرة القدم.نت (الإنجليزية)
- فيرناندو فوريستيري على موقع كووورة
- فيرناندو فوريستيري على موقع AS.com (الإسبانية)